# Huntsville (Ohio)

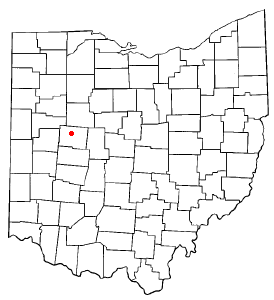
Huntsville na planie stanu Ohio

Huntsville – wieś w USA, w stanie Ohio, w hrabstwie Logan.
Liczba mieszkańców w 2000 roku wynosiła 454.